# Appeal to Reason
Albums de Rise Against
The Sufferer and the Witness
(2006) Endgame
(2011)
Singles
1. Re-Education (Through Labor)
Sortie : 25 août 2008
2. Audience of One
Sortie : 3 mars 2009
3. Savior
Sortie : 3 juin 2009

Appeal to Reason est le cinquième album studio du groupe punk rock américain Rise Against. Après leur tournée pour promouvoir leur précédent album, The Sufferer and the Witness, Rise Against commença l'enregistrement de Appeal to Reason en janvier 2008 dans le studio Blasting Room de Fort Collins, dans le Colorado. L'enregistrement et la production se terminèrent en juin, et l'album est sorti en Amérique du Nord le 7 octobre 2008. Cet album est le premier album du groupe dans lequel figure l'actuel guitariste Zach Blair.
Appeal to Reason est l'album de Rise Against ayant fait la meilleure performance au Hit-parade, débutant à la troisième place dans le Billboard 200 et vendant 64 700 exemplaires lors de sa première semaine de vente. Dans l'ensemble, l'album a reçu des critiques favorables. Trois singles en sont issus : Re-Education (Through Labor), Audience of One et Savior.

## Ecriture et enregistrement
En mai 2007, on rapporte que Rise Against prévoyait de retourner en studio afin de commencer à travailler sur leur prochain album. Interrogé en juillet à propos des projets du groupe pour le nouvel album, le guitariste Zach Blair a affirmé au site ThePunkSite.com que Rise Against allait « commencer l'écriture et l'enregistrement du disque » après avoir fini la tournée et qu'ils allaient « écrire pendant quelques mois » avant de retourner au studio. Il a aussi prédit une date de sortie pour l'album aux alentours de l'été 2008. Dans une interview d'août 2007, le bassiste Joe Principe déclara que l'enregistrement démarrerait probablement vers le début de l'année 2008, bien qu'il dit que « tout pourrait changer », mais que cela était « le projet à l'heure actuelle ». Le groupe continua de se produire en tournée le reste de l'année 2007, jouant plusieurs concerts au Taste of Chaos et supportant sa tête d'affiche, The Used
Le 7 janvier 2008, Rise Against annonce sur son site que les membres du groupe ont commencé l'écriture et les essais pour leur prochain album. Interrogé en mai sur l'avancement de l'album, le leader du groupe Tim McIlrath déclara à la radio de rock moderne de Los Angeles, KROQ, que le groupe en était à la moitié du processus d'enregistrement. Il annonça aussi que l'album serait enregistré à la Blasting Room, à Fort Collins dans le Colorado et produit par Bill Stevenson et Jason Livermore, qui avaient produit The Sufferer and the Witness. De plus, en mai 2008, les membres de Rise Against ont posté un article sur leur site internet, indiquant qu'ils étaient de retour en studio afin de travailler sur le nouvel album. Ils expliquèrent qu'ils avaient « passé plusieurs semaines à Chicago à la fin de l'été à écrire de nouvelles chansons » dans leur « lieu de répétition »,. Sollicité par la suite sur le processus d'écriture et d'enregistrement, McIlrath a dit, « Nous avons bloqué un mois pendant l'été et on a dit « Réunissons-nous, rejoignions la salle de répétition, et commençons à mettre en commun quelques idées », et c'est ce que nous avons fait. Et ensuite, nous avons aussi gardé une semaine ou deux à la Blasting Room après être arrivés à Fort Collins pour essayer les nouvelles idées qui venaient. »
Dans une interview datant de juin 2008, Luisa Mateus de Gigwise.com questionna McIlrath au sujet du nouvel album. Il affirma qu'il était « dans l'ensemble terminé » mais qu'un nom et une date de commercialisation étaient toujours indéterminés. La seule allusion au style musical de l'album était faite lorsque le groupe déclarait être « heureux de garder leur son organique. Le 14 juillet 2008, il était annoncé sur le site Punknews.org que l'album serait intitulé Appeal to Reason. Ce nom provenant d'un journal de gauche. »

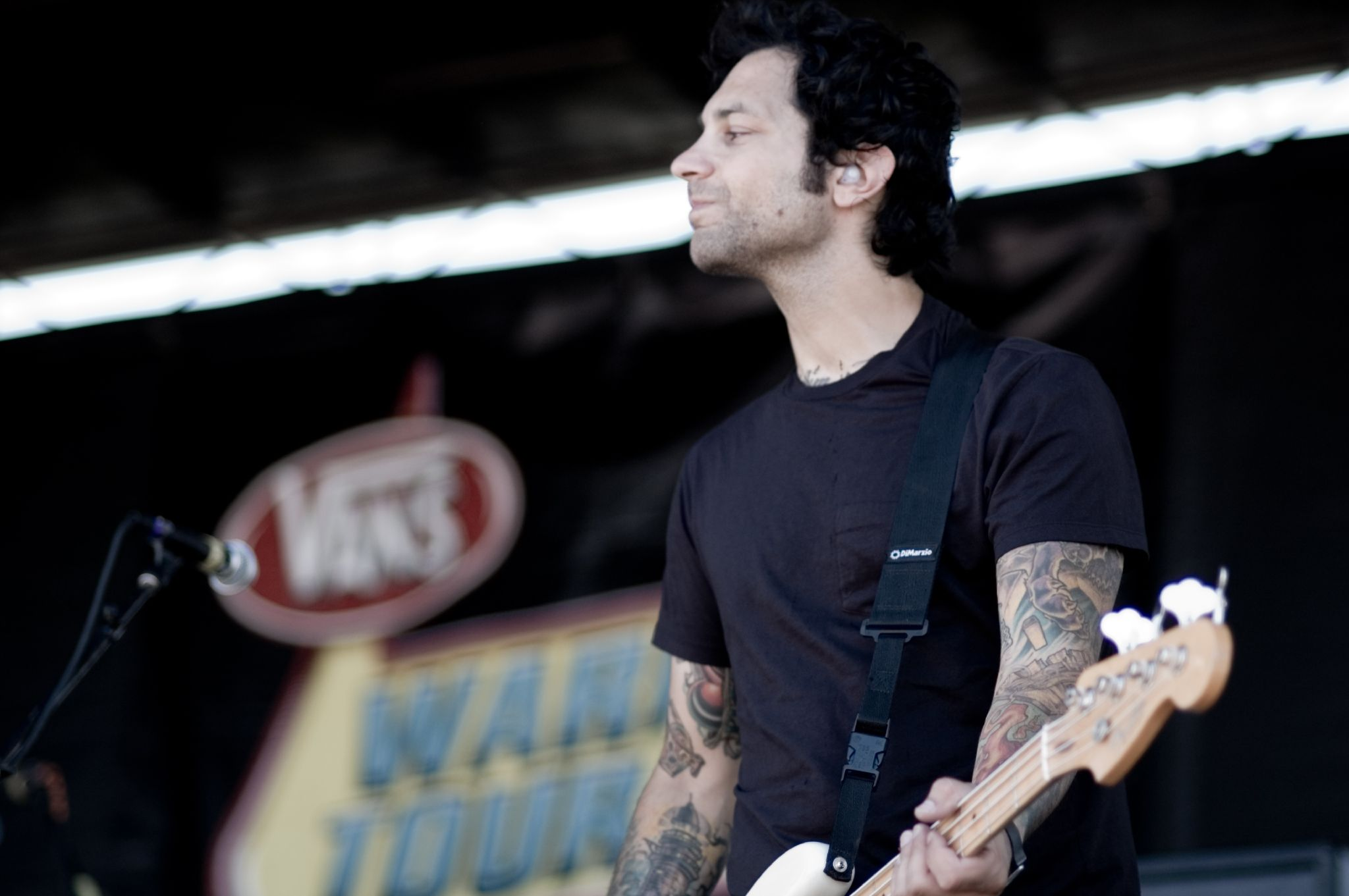
Joe Principe, bassiste de Rise Against

## Style Musical et Thèmes
Appeal to Reason est considéré par les critiques comme étant l'un des albums de Rise Against les plus accessibles et mélodiques, aussi bien dans musique que dans les paroles. Jon Pareles du  New York Times ressentit que « la vertu [du groupe] devenait plus mélodieuse à chaque album ». John Hanson de Sputnikmusic ecrivait quant à lui que l'album est « un “appel” à un public plus large que les vieux fans apprécieront ». Dans une interview d'octobre 2008 avec Tony Pascarella de AbsolutePunk.net, le bassiste Joe Principe déclara « [Appeal to Reason] ressemble à un album de Rise Against mais il y a toujours quelque chose de nouveau que nous offrons. Je pense que nous avons muri en tant que paroliers et en tant que groupe, et ça se voit sur le disque ». Selon un autre critique, Appeal to Reason n'est pas différent des précédents albums du groupe. Bill Stewart de PopMatters a écrit : « Appeal to Reason est un album de Rise Against. Si vous connaissez un tant soit peu le groupe, je ne m’embêterais pas à faire défiler le reste de la critique, et j'éviterais sûrement de regarder la note à la fin, parce que cette première phrase, pour le meilleur ou pour le pire, dit tout ce qui est nécessaire d'être dit sur cet album. »
L'album inclut une musique acoustique, Hero of War, qui raconte l'histoire d'un vétéran de la Guerre en Irak qui se remémore son expérience de la guerre. C'est décrit par Rolling Stone comme une « musique aggro-folk ». McIlrath a dit de la chanson, « Je voulais prendre la perspective de “Comment la guerre va-t-elle être vue plus tard?” ». Il continua en disant : « Il n'y a pas beaucoup de chansons... parlant de ce qui s'est passé durant huit ans d'occupation en Irak. Ceci, ajouté à la rencontre de soldats en activité ou de soldats à la retraite à nos spectacles et à entendre ces histoires sur  ce qui se passe sur le terrain, au milieu de toute cette merde, m'a montré les différences entre ce qui s'est réellement passé et ce qui s'est passé dans les médias d'information. J'ai juste pensé qu'il fallait mettre ça dans une chanson. » Dans une autre interview, il a dit à propos de cette chanson : « C'était un moyen de renseigner sur ce qui se passait, comme d'autres artistes renseigne leur génération et les générations à venir. »
La plupart du reste de l'album traite également des problèmes politiques des États-Unis. AllMusic montre que Rise Against « se met en rage face à la décadence morale qui pourrit le cœur des États-Unis dans le titre d'ouverture Collapse (Post-Amerika), de la même manière qu'ils s'en prennent au lent nivellement par le bas de l'Amérique dans Re-Education (Through Labor) ». McIlrath a dit dans une interview avec The Red Alert, « Toutes nos chansons sont “cette” chanson que nous ne tempérerons pas. Elles l'ont toujours été. Je n'ai jamais écrit une musique, jusqu'à Hero of War, avec un but spécifique en tête ». Quand il a été interrogé sur la manière dont Appeal to Reason continue la tradition de Rise Against faisant des chansons politiques accusatrices, il a déclaré : « La raison pour laquelle j'ai commencé ce groupe, et la raison pour laquelle j'en fais toujours partie, est qu'il m'arrive encore d'ouvrir un journal et de me dire, “Holy shit! C'est une blague? Est-ce vraiment arrivé? Est-ce qu'il y a des gens qui votent pour des trucs comme la Proposition 8? C'est ça l'Amérique? Est-ce qu'on est encore en Irak et dans un endroit où les gens pensent qu'un président blanc ou noir est une affaire importante?” Il y a tellement de choses à dire à travers la musique. Il y a plein de choses dont on a à apprendre ». Toutefois, le groupe a montré que leurs chansons ne se concentraient pas seulement sur la politique. Dans une interview, Principe déclara : « Le penchant politique du groupe est juste ça : c'est un penchant. Il y a des paroles politiques. Il y a une conscience sociale et il y a des textes sur l'environnement. Je pense que si les gens prennent le temps de lire les paroles, ils sauront que nous n'essayons pas de vous bourrer le crâne avec nos idées politiques. »

## Promotion et Sortie

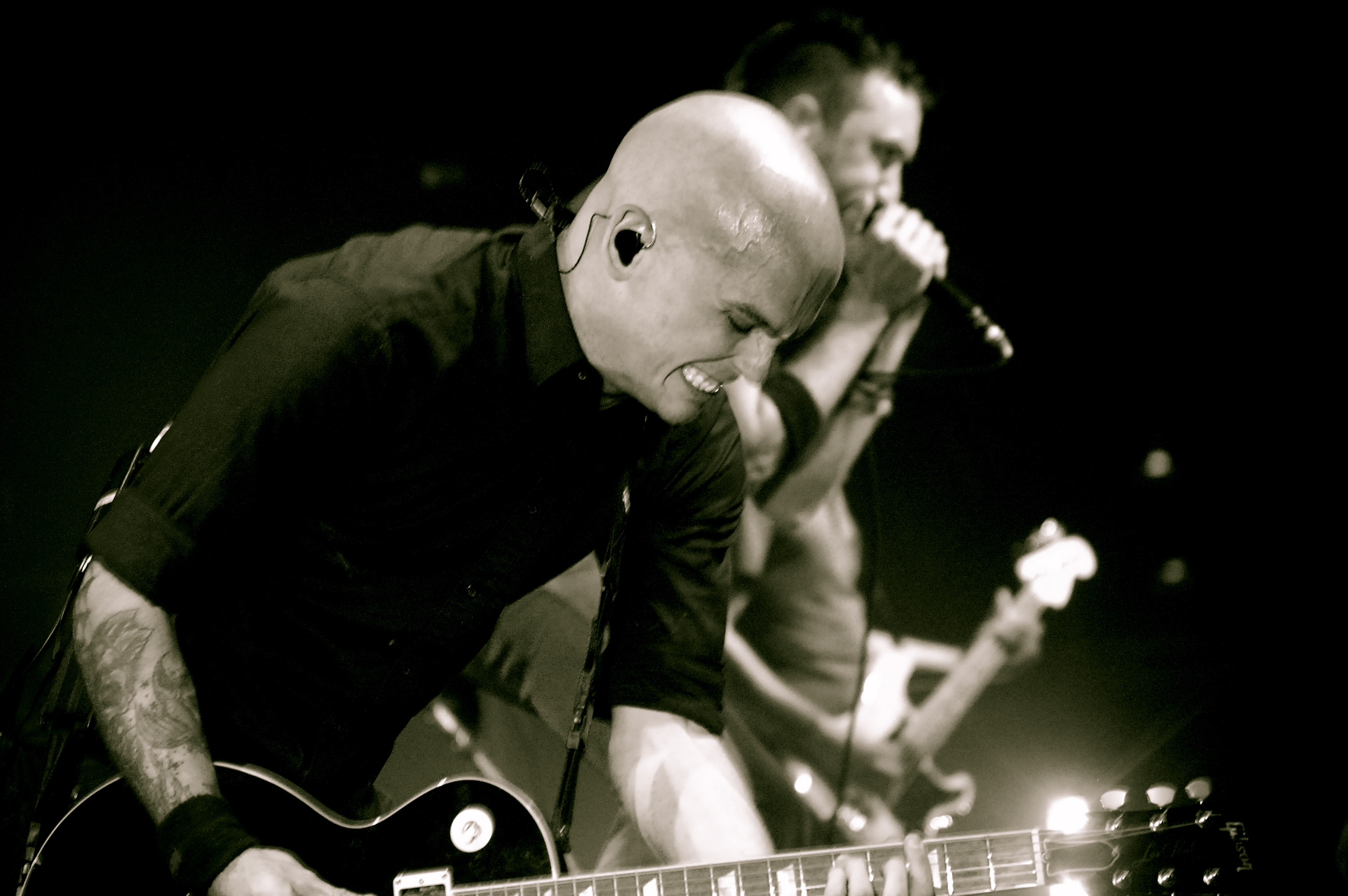
Le guitariste Zach Blair et le chanteur Tim McIlrath (droite) jouant au cours du Appeal to Reason tour le 11 octobre 2008.

Rise Against a filmé le clip vidéo du premier sigle de Appeal to Reason, Re-Education (Through Labor) avec le réalisateur Kevin Kerslake. Le single et le clip furent lancés sur Internet le 25 août. En décembre, il était annoncé que Rise Against tournerais un clip vidéo pour leur second single, Audience of One, avec le réalisateur Brett Simon. La première du clip pour Audience of One a eu lieu le 15 janvier 2009 sur MySpace Music. Le clip a été tourné à Los Angeles en décembre et montre le groupe jouant dans un monde miniature sur la pelouse de la Maison-Blanche. La vidéo de la musique Hero of War a été dévoilée le 20 mai 2009. Les stations de radio reçurent des exemplaires du troisième single du groupe, Savior, le 3 juin,.
Rise Against commença le Appeal to Reason Tour (avec Thrice, Alkaline Trio, The Gaslight Anthem) afin de promouvoir l'album le 2 octobre 2008, à Cleveland, dans l'Ohio. En 2009, le groupe partagera l'affiche avec Rancid pour une tournée d'été,. Ce sera suivi par une courte tournée au Royaume-Uni en novembre, qui sera aussi effectuée par les groupes Thursday et Poison the Well.

## Réception et Ventes
Dans l'ensemble, Appeal to Reason a reçu des avis favorables de la part des critiques. L'album a obtenu un score de 65/100 sur le site Metacritic qui fait la moyenne de dix critiques de professionnels. Dans sa critique, Chris Fallon de AbsolutePunk.net, qui a décerné à l'album une note de 82 %, a dit, « Appeal to Reason est essentiellement axé sur une chose majeure: l'intelligence. Il n'y a pas de parasites -- le groupe a échafaudé un travail rapide, malin, et globalement bien ciblé ». Le magazine Rolling Stone parle de la nouvelle émergence du groupe dans ce courant mainstream avec Appeal to Reason, « Rise Against est peut-être nerveux de laisser derrière lui le milieu underground, mais avec des chansons affutées comme celles-ci, ils sont prêts pour le reste du monde. »
Appeal to Reason a aussi obtenu des réactions moins positives, la plupart des critiques négatives portant sur l'avancée du groupe vers le courant mainstream. Entertainment Weekly critiqua l'album, en déplorant que des « musiques comme Re-Education (Through Labor) et Entertainment, qui ambitionne de réparer les malfaisances de la manipulation médiatique, sont pleines de peps mais assez creuses, avec des accords puissants mais peu mordants ». En donnant cinq étoiles sur dix à l'album, PopMatters a écrit, « McIlrath ne va rarement au-delà de sa performance vocale terne et ce malgré le sérieux apparent et digne d'éloges… il n'atteint jamais l'intensité des chansons de début de carrière telles que "Dead Ringer", et encore moins l'intensité de Henry Rollins. Les autres membres du groupe ne s'en tirent pas beaucoup mieux : le nouveau guitariste Zach Blair, en particulier, pourrait assimiler son attaque à trois corde vers le bas comme une science, mais la formule s'use au fil des 30 premières minutes de l'album, et il en reste encore 18 à parcourir. Et l'écriture des chansons n'est guère imaginative dans la partie finale du disque. »
Actuellement, Appeal to Reason est l'album de Rise Against ayant effectué les meilleurs score aux hit-parades. Il a pointé à la troisième place du Billboard 200 américain, vendant 64 700 exemplaires dans sa première semaine de vente. Re-Education (Through Labor) a atteint la 22e place du Hot Mainstream Rock Tracks Billboard et la 3e place du Alternative Songs, faisant de cette chanson le single de Rise Against le mieux classé dans un hit-parade de rock (Swing Life Away, autre succès majeur du groupe, était classé dans le Pop 100). Audience of One accéda à la place numéro quatre dans le classement « Alternative Songs ». Savior a quant à lui atteint la 16e place au classement « Rock Songs » du Billboard et la 6e place du classement « Alternative Songs ».

## Liste des morceaux
Toutes les musiques ont été écrites et composées par Rise Against.
| No  | Titre                        | Durée |
| --- | ---------------------------- | ----- |
| 1.  | Collapse (Post-Amerika)      | 3:19  |
| 2.  | Long Forgotten Sons          | 4:01  |
| 3.  | Re-Education (Through Labor) | 3:42  |
| 4.  | The Dirt Whispered           | 3:09  |
| 5.  | Kotov Syndrome               | 3:05  |
| 6.  | From Heads Unworthy          | 3:42  |
| 7.  | The Strength to Go On        | 3:27  |
| 8.  | Audience of One              | 4:05  |
| 9.  | Entertainment                | 3:34  |
| 10. | Hero of War                  | 4:13  |
| 11. | Savior                       | 4:02  |
| 12. | Hairline Fracture            | 4:02  |
| 13. | Whereabouts Unknown          | 4:02  |

| 14. | Historia Calamitatum | 3:23 |

| 14. | Elective Amnesia             | 3:54 |
| 15. | Prayer of the Refugee (live) | 4:12 |

## Résultats aux hit-parades
| Hit-parade (2008)                                 | Classement |
| ------------------------------------------------- | ---------- |
| Canadian Albums Chart                             | 1          |
| Australian Albums Chart                           | 7          |
| New Zealand Albums Chart                          | 34         |
| UK Albums Chart                                   | 68         |
| U.S. Billboard 200                                | 3          |
| U.S. Billboard                                    | 2          |
| U.S. Billboard Top Modern Rock/Alternative Albums | 2          |

## Participants et équipe technique

### Rise Against
- Tim McIlrath – Chanteur, guitare rythmique
- Joe Principe – Guitare basse, choriste
- Brandon Barnes – Batterie
- Zach Blair – Guitare solo, choriste

### Guest
- Chad Price – voix additionnelle

### Réalisation
- Bill Stevenson – Producteur, ingénieur
- Jason Livermore – Producteur, ingénieur
- Andrew Berlin – Ingénieur, additional production
- Felipe Patino – Autre ingénieur
- Lee Miles – Autre ingénieur
- Chris Lord-Alge – Mixeur
- Keith Armstrong – Mixeur assistant
- Nik Karen – Mixeur assistant
- Brad Townsend – Autre ingénieur
- Ted Jensen – Mastering

## Historique de commercialisation
| Région      | Date            | Label                  |
| ----------- | --------------- | ---------------------- |
| Royaume-Uni | 2 octobre 2008  | Polydor                |
| Australie   | 4 octobre 2008  | Universal              |
| États-Unis  | 7 octobre 2008  | Geffen, DGC/Interscope |
| Canada      | 7 octobre 2008  | Geffen, DGC/Interscope |
| Allemagne   | 10 octobre 2008 | Rough Trade            |